# 已廢除和已更名的俄羅斯聯邦主體列表
1991年8月24日俄罗斯苏维埃联邦社会主义共和国宣布独立，仍沿用了《苏俄宪法》第71条确定领土组成，其最後一次修訂發生在1992年12月10日，分立了印古什共和国與车臣共和国。1993年12月15日起生效的新《俄罗斯联邦宪法》规定，俄罗斯联邦是由各联邦主体组成的一个联邦制国家。《俄罗斯联邦宪法》同時在第65条列出了所有聯邦主體，确定了领土组成。在現行版本第65条列出的全部85个联邦主体中，克里米亚共和国与塞瓦斯托波尔两个联邦主体未被国际普遍承认为俄罗斯领土。本列表列出了自1991年8月24日俄罗斯宣布独立以来的，並且經過現行版本憲法第65条確認的，所有已廢除和已更名的俄羅斯聯邦主體。

## 已廢除的聯邦主體
自1991年8月24日宣布独立以来，俄罗斯已经經歷了6次联邦主体廢除。車臣-印古什共和國的廢除雖然發生在現行憲法施行之前，但印古什共和国與车臣共和国的分立已體現在了第65条之中。車臣-印古什共和國之後的联邦主体廢除，都與聯邦主體經公民投票決定的合併有關。克拉斯諾亞爾斯克邊疆區與伊尔库茨克州在合併之後保留了自身的名稱。
根据《俄罗斯联邦宪法》第137条第2款之规定，对确定俄罗斯联邦构成的《俄罗斯联邦宪法》第65条的修改，应根据关于加入俄罗斯联邦和在其内部形成新的俄罗斯联邦主体、关于俄罗斯联邦主体宪法法律地位变化的俄罗斯联邦宪法性法律进行。
| 聯邦主體                        | 聯邦主體 | 廢除日期       | 廢除結果                                  | 廢除依据                                    | 源     |
| ------------------------------- | -------- | -------------- | ----------------------------------------- | ------------------------------------------- | ------ |
| 車臣-印古什共和國               |          | 1992年12月10日 | 分为印古什共和国和车臣共和国              | 俄羅斯聯邦法律1992年12月10日第4071-I號      | [ 1 ]  |
| 彼尔姆州                        |          | 2005年12月1日  | 合併為新的聯邦主體彼爾姆邊疆區            | 俄羅斯聯邦憲法性法律2004年3月25日第1-ФКЗ號  | [ 7 ]  |
| 科米-彼尔米亚克自治区           |          | 2005年12月1日  | 合併為新的聯邦主體彼爾姆邊疆區            | 俄羅斯聯邦憲法性法律2004年3月25日第1-ФКЗ號  | [ 7 ]  |
| 克拉斯諾亞爾斯克邊疆區          |          | 2007年1月1日   | 合併為新的聯邦主體 克拉斯諾亞爾斯克邊疆區 | 俄羅斯聯邦憲法性法律2005年10月14日第6-ФКЗ號 | [ 8 ]  |
| 泰梅爾（多爾干-涅涅茨）自治區   |          | 2007年1月1日   | 合併為新的聯邦主體 克拉斯諾亞爾斯克邊疆區 | 俄羅斯聯邦憲法性法律2005年10月14日第6-ФКЗ號 | [ 8 ]  |
| 埃文基自治区                    |          | 2007年1月1日   | 合併為新的聯邦主體 克拉斯諾亞爾斯克邊疆區 | 俄羅斯聯邦憲法性法律2005年10月14日第6-ФКЗ號 | [ 8 ]  |
| 堪察加州                        |          | 2007年7月1日   | 合併為新的聯邦主體堪察加邊疆區            | 俄羅斯聯邦憲法性法律2006年7月12日第2-ФКЗ號  | [ 9 ]  |
| 科里亚克自治区                  |          | 2007年7月1日   | 合併為新的聯邦主體堪察加邊疆區            | 俄羅斯聯邦憲法性法律2006年7月12日第2-ФКЗ號  | [ 9 ]  |
| 伊尔库茨克州                    |          | 2008年1月1日   | 合併為新的聯邦主體伊尔库茨克州            | 俄羅斯聯邦憲法性法律2006年12月30日第6-ФКЗ號 | [ 10 ] |
| 乌斯季-奥尔登斯基布里亚特自治区 |          | 2008年1月1日   | 合併為新的聯邦主體伊尔库茨克州            | 俄羅斯聯邦憲法性法律2006年12月30日第6-ФКЗ號 | [ 10 ] |
| 赤塔州                          |          | 2008年3月1日   | 合併為新的聯邦主體 外貝加爾邊疆區         | 俄羅斯聯邦憲法性法律2007年7月21日第5-ФКЗ號  | [ 11 ] |
| 阿金布里亞特自治區              |          | 2008年3月1日   | 合併為新的聯邦主體 外貝加爾邊疆區         | 俄羅斯聯邦憲法性法律2007年7月21日第5-ФКЗ號  | [ 11 ] |

| 1994年2月3日至2005年12月1日的俄羅斯聯邦主體 （《俄羅斯聯邦憲法》下的第一次聯邦主體廢除之前） | 2008年3月1日至2012年7月1日俄羅斯聯邦主體 （《俄羅斯聯邦憲法》下的最近一次聯邦主體廢除之後） |
| 2014年3月18日至2022年9月30日的俄羅斯聯邦主體 （俄羅斯聯邦併吞克里米亞之後）                  | 自2022年9月30日起事實上的俄羅斯聯邦主體 （俄羅斯吞併烏克蘭四州之後）                        |

## 已更名的聯邦主體
自1991年8月24日宣布独立以来，俄罗斯已经进行了33次联邦主体更名，22次發生在現行《俄罗斯联邦宪法》生效之前，5次發生在生效之時，6次發生在生效之後，有一些联邦主体更名了一次以上。發生在現行宪法生效之前的更名，都體現在了現行憲法第65条之中。
發生在現行憲法生效之前與之時的更名主要與去蘇維埃化有關，表現為去除共和國名稱中的“蘇維埃社會主義自治”及恢復州份舊名。有一些共和國還添加了族語中共和國名稱的俄語音譯作為第二名稱，如楚瓦什共和國—恰瓦什共和国與卡尔梅克共和国—哈勒木格共和国。達吉斯坦較為特殊，在第一次更名後仍保留了之前的名稱。列宁格勒首先更名，由苏俄最高苏维埃主席团根据市民投票结果发布法令恢复旧名圣彼得堡。1992年4月21日，圣彼得堡之名經過修正案写入舊憲法。最近一次更名發生在2019年，克麦罗沃州添加了第二名稱“库兹巴斯”，更名為克麦罗沃州—库兹巴斯，“库兹巴斯”與“克麥羅沃州”兩個名稱完全等價。
根据現行《俄罗斯联邦宪法》第137条第1款之规定，如果联邦主体的名称发生变化，应将新名称列入《俄罗斯联邦宪法》第65条。俄罗斯联邦宪法法院于1995年11月裁定，由联邦主体更名而导致的修改《俄罗斯联邦宪法》第65条的程序，由俄罗斯联邦总统颁布法令执行。因此，自1995年后的联邦主体更名行为，皆由俄罗斯联邦总统颁布法令修改憲法條文以使新名稱生效。
| 聯邦主體                                         | 聯邦主體 | 聯邦主體                                         | 聯邦主體 | 日期            | 更名依據                                      | 源            |
| 原名稱                                           | 原名稱   | 新名稱                                           | 新名稱   | 日期            | 更名依據                                      | 源            |
| ------------------------------------------------ | -------- | ------------------------------------------------ | -------- | --------------- | --------------------------------------------- | ------------- |
| 列宁格勒                                         |          | 圣彼得堡                                         |          | 1991年 9月6日   | 苏俄最高苏维埃主席团令 1991年9月6日第1643-I号 | [ 13 ] [ 14 ] |
| 阿迪格苏维埃社会主义自治共和国                   |          | 阿迪格共和国（阿迪格）                           |          | 1992年 4月21日  | 俄羅斯聯邦法律 1992年4月21日第2708-I號        | [ 14 ]        |
| 巴什基爾蘇維埃社會主義自治共和國                 |          | 巴什科尔托斯坦共和国                             |          | 1992年 4月21日  | 俄羅斯聯邦法律 1992年4月21日第2708-I號        | [ 14 ]        |
| 布里亞特蘇維埃社會主義自治共和國                 |          | 布里亞特共和國                                   |          | 1992年 4月21日  | 俄羅斯聯邦法律 1992年4月21日第2708-I號        | [ 14 ]        |
| 戈尔诺－阿尔泰苏维埃社会主义自治共和国           |          | 戈尔诺-阿尔泰共和国                              |          | 1992年 4月21日  | 俄羅斯聯邦法律 1992年4月21日第2708-I號        | [ 14 ]        |
| 高尔基州                                         |          | 下诺夫哥罗德州                                   |          | 1992年 4月21日  | 俄羅斯聯邦法律 1992年4月21日第2708-I號        | [ 14 ]        |
| 達吉斯坦蘇維埃社會主義自治共和國                 |          | 達吉斯坦蘇維埃社會主義自治 共和國—達吉斯坦共和國 |          | 1992年 4月21日  | 俄羅斯聯邦法律 1992年4月21日第2708-I號        | [ 14 ]        |
| 卡巴爾達-巴爾卡爾蘇維埃社會主義自治共和國        |          | 卡巴爾達-巴爾卡爾共和國                          |          | 1992年 4月21日  | 俄羅斯聯邦法律 1992年4月21日第2708-I號        | [ 14 ]        |
| 加里宁州                                         |          | 特维尔州                                         |          | 1992年 4月21日  | 俄羅斯聯邦法律 1992年4月21日第2708-I號        | [ 14 ]        |
| 卡尔梅克蘇維埃社會主義自治共和國                 |          | 卡尔梅克共和国—哈勒木格共和国                    |          | 1992年 4月21日  | 俄羅斯聯邦法律 1992年4月21日第2708-I號        | [ 14 ]        |
| 卡累利阿苏维埃社会主义自治共和国                 |          | 卡累利阿共和国                                   |          | 1992年 4月21日  | 俄羅斯聯邦法律 1992年4月21日第2708-I號        | [ 14 ]        |
| 古比雪夫州                                       |          | 萨马拉州                                         |          | 1992年 4月21日  | 俄羅斯聯邦法律 1992年4月21日第2708-I號        | [ 14 ]        |
| 韃靼蘇維埃社會主義自治共和國                     |          | 鞑靼斯坦共和国（鞑靼斯坦）                       |          | 1992年 4月21日  | 俄羅斯聯邦法律 1992年4月21日第2708-I號        | [ 14 ]        |
| 圖瓦蘇維埃社會主義自治共和國                     |          | 圖瓦共和國                                       |          | 1992年 4月21日  | 俄羅斯聯邦法律 1992年4月21日第2708-I號        | [ 14 ]        |
| 乌德穆尔特苏维埃社会主义自治共和国               |          | 乌德穆尔特共和国                                 |          | 1992年 4月21日  | 俄羅斯聯邦法律 1992年4月21日第2708-I號        | [ 14 ]        |
| 哈卡斯苏维埃社会主义自治共和国                   |          | 哈卡斯共和国                                     |          | 1992年 4月21日  | 俄羅斯聯邦法律 1992年4月21日第2708-I號        | [ 14 ]        |
| 車臣-印古什蘇維埃社會主義自治共和國              |          | 車臣-印古什共和國                                |          | 1992年 4月21日  | 俄羅斯聯邦法律 1992年4月21日第2708-I號        | [ 14 ]        |
| 楚瓦什蘇維埃社會主義自治共和國                   |          | 楚瓦什共和國—恰瓦什共和国                        |          | 1992年 4月21日  | 俄羅斯聯邦法律 1992年4月21日第2708-I號        | [ 14 ]        |
| 雅库特苏维埃社会主义自治共和国                   |          | 萨哈（雅库特）共和国                             |          | 1992年 4月21日  | 俄羅斯聯邦法律 1992年4月21日第2708-I號        | [ 14 ]        |
| 卡拉恰伊-切尔克斯苏维埃社会主义自治共和国        |          | 卡拉恰伊-切尔克斯共和国                          |          | 1992年 12月9日  | 俄羅斯聯邦法律 1992年12月9日第4061-I號        | [ 18 ]        |
| 科米蘇維埃社會主義自治共和國                     |          | 科米共和国                                       |          | 1992年 12月9日  | 俄羅斯聯邦法律 1992年12月9日第4061-I號        | [ 18 ]        |
| 馬里蘇維埃社會主義自治共和國                     |          | 马里埃尔共和国                                   |          | 1992年 12月9日  | 俄羅斯聯邦法律 1992年12月9日第4061-I號        | [ 18 ]        |
| 戈尔诺-阿尔泰共和国                              |          | 阿尔泰共和国                                     |          | 1993年 12月25日 | 俄羅斯聯邦憲法 1993年12月25日初始版本         | [ 2 ]         |
| 達吉斯坦蘇維埃社會主義自治 共和國—達吉斯坦共和國 |          | 達吉斯坦共和國                                   |          | 1993年 12月25日 | 俄羅斯聯邦憲法 1993年12月25日初始版本         | [ 2 ]         |
| 莫爾多瓦蘇維埃社會主義自治共和國                 |          | 莫尔多瓦共和国                                   |          | 1993年 12月25日 | 俄羅斯聯邦憲法 1993年12月25日初始版本         | [ 2 ]         |
| 北奧塞梯蘇維埃社會主義自治共和國                 |          | 北奥塞梯共和国                                   |          | 1993年 12月25日 | 俄羅斯聯邦憲法 1993年12月25日初始版本         | [ 2 ]         |
| 图瓦共和国                                       |          | 图瓦共和国                                       |          | 1993年 12月25日 | 俄羅斯聯邦憲法 1993年12月25日初始版本         | [ 2 ]         |
| 印古什共和国                                     |          | 印古什共和国                                     |          | 1996年 1月9日   | 俄羅斯聯邦總統令 1996年1月9日第20號           | [ 19 ]        |
| 北奥塞梯共和国                                   |          | 北奥塞梯-阿兰共和国                              |          | 1996年 1月9日   | 俄羅斯聯邦總統令 1996年1月9日第20號           | [ 19 ]        |
| 卡尔梅克共和国—哈勒木格共和国                    |          | 卡尔梅克共和国                                   |          | 1996年 2月10日  | 俄羅斯聯邦總統令 1996年2月10日第173號         | [ 20 ]        |
| 楚瓦什共和國—恰瓦什共和国                        |          | 楚瓦什共和國—楚瓦什                              |          | 2001年 6月9日   | 俄羅斯聯邦總統令 2001年6月9日第679號          | [ 21 ]        |
| 汉特-曼西自治区                                  |          | 汉特-曼西自治区—尤格拉                           |          | 2003年 7月25日  | 俄羅斯聯邦總統令 2003年7月25日第841號         | [ 22 ]        |
| 克麦罗沃州                                       |          | 克麦罗沃州—库兹巴斯                              |          | 2019年 3月27日  | 俄羅斯聯邦總統令 2019年3月27日第130號         | [ 16 ]        |

部分聯邦主體的更名沒有體現在譯名上，如圖瓦共和國國名中的被改為更接近圖瓦語發音的。